# Lobkovická zahrada
Lobkovická zahrada na Malé Straně v Praze je název oplocené zahrady Lobkovického paláce a současně jedné z částí rozsáhlého parkového komplexu vrchu Petřína. V systému ploch městské zeleně patří do I. kategorie parků a je součástí tras cestovního ruchu. Společně s palácem (Vlašská 19) je od 1. ledna 1964 chráněna jako kulturní památka České republiky. Její výměra činí 6,69 ha a nachází se v nadmořské výšce 205–305 m n. m.

## Historie

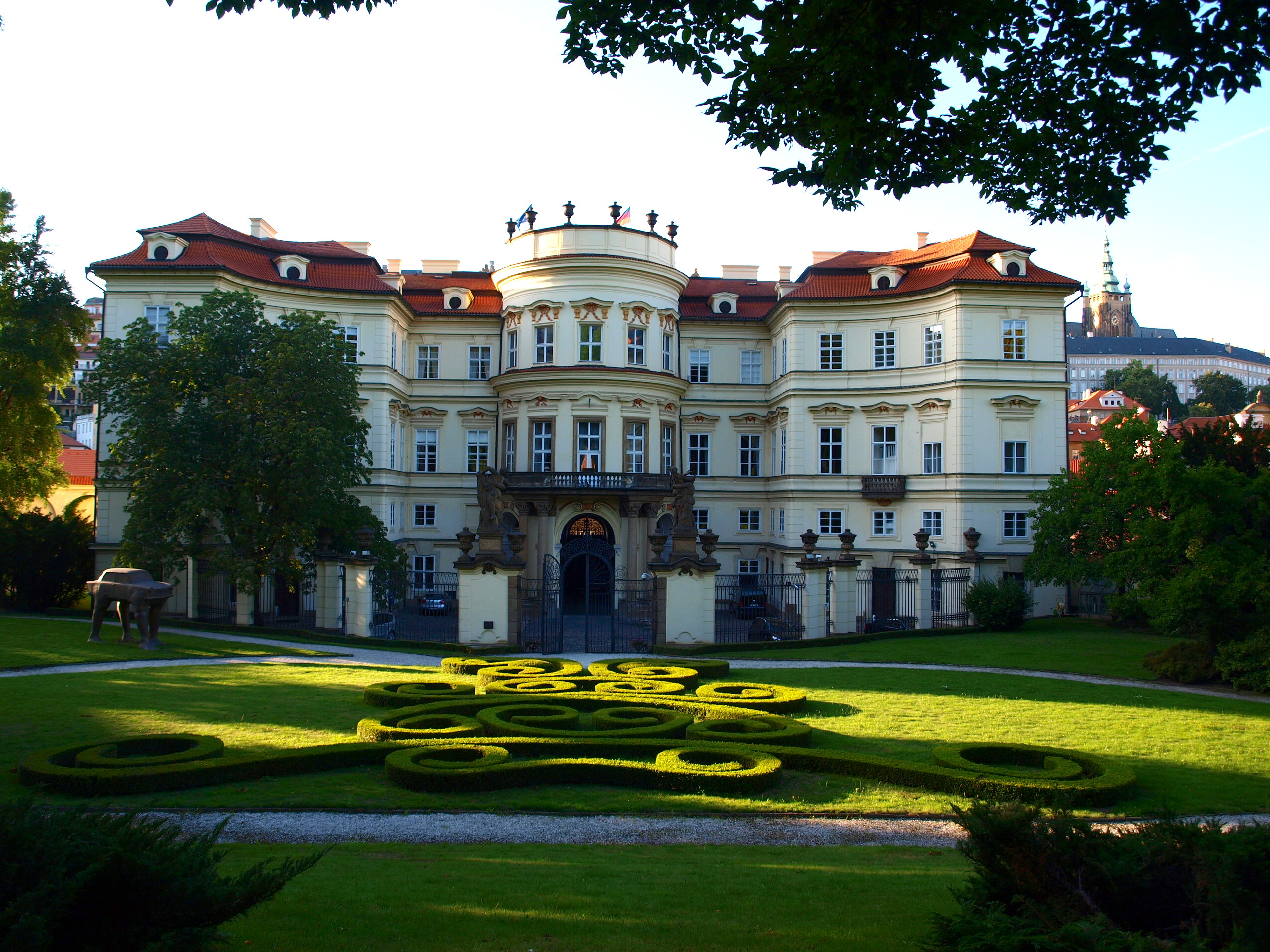
Vnitřní strana Lobkovického paláce se zahradou

Lobkovická zahrada je někdy zvaná i Přehořovská zahrada. Vznikla v roce 1696, kdy hrabě František Karel Přehořovský z Kvasejovic si vymohl od císaře svolení získat dům „U Tří mušketýrů“, založit zde novostavbu a zřídit velkorysou, symetrickou zahradu. Začal s budováním palácového komplexu na místě domu U Tří mušketýrů s pivovarem a pěti vinicemi. Na projektu se podílela celá řada prominentních stavebních mistrů a architektů, mezi nimi Giovanni Antonio Lurago, Giovanni Santini, Giovanni Battista Alliprandi, Kryštof Dientzenhofer a také Bartolomeo Scotti. Od roku 1714 jeho nový majitel, makléř Jan Josef Bartoletti, investoval do paláce a přilehlých zahrad i se vším příslušenstvím 70 000 zlatých. V roce 1717, tedy o pouhé čtyři roky později, ho s velkým ziskem vyměnil s hrabětem Františkem Karlem Libštejnským z Kolovrat, tajným radou, skutečným komořím a přísedícím zemského soudu v království Českém, za jeho panství Přestavlky. V roce 1734 změnil palác majitele znovu. Koupila ho Antonie Černínová. V roce 1753 přešel do majetku Augustina Josefa z Lobkovic. Za jeho éry došlo v paláci a zahradě k rozsáhlým úpravám, při kterých vznikla barokní zahrada italského typu osově provázaná na palác. Další úpravy byly až po roce 1790 v anglickém krajinářském slohu. Po roce 1790 zbudoval v této zahradě zahradník původem z Mariánských Lázní, Jan Skalník, první české alpinum v Praze, kde bylo shromážděno na 400 druhů rostlin. Rodina Lobkovicových obývala palác i se zahradou až do roku 1927 a propůjčila mu dodnes užívané jméno. Palác se stal hlavním pražským sídlem hořínsko-mělnické větve české šlechtické rodiny Lobkoviců. Jelikož jeden dodnes dochovaný plán zahrad nese podpis Palliardiho, lze se domnívat, že se v době Lobkoviců podílel i on na jejich úpravě. 
Po první světové válce, v roce 1927, získal palác se všemi příslušnými domy a zahradami československý stát a byly vyhotoveny přesné plány pozemků a zahrad, které jsou dodnes uchovány v Národním archivu. Od roku 1973 slouží palác a menší část zahrady pro účely velvyslanectví a konzulátu Spolkové republiky Německo. Přes 4000 uprchlíků z NDR bylo na zahradě nouzově ubytováno ve stanech a 22. srpna 1989 muselo být velvyslanectví kvůli přeplnění zahrady zavřeno.

## Rekonstrukce 2006

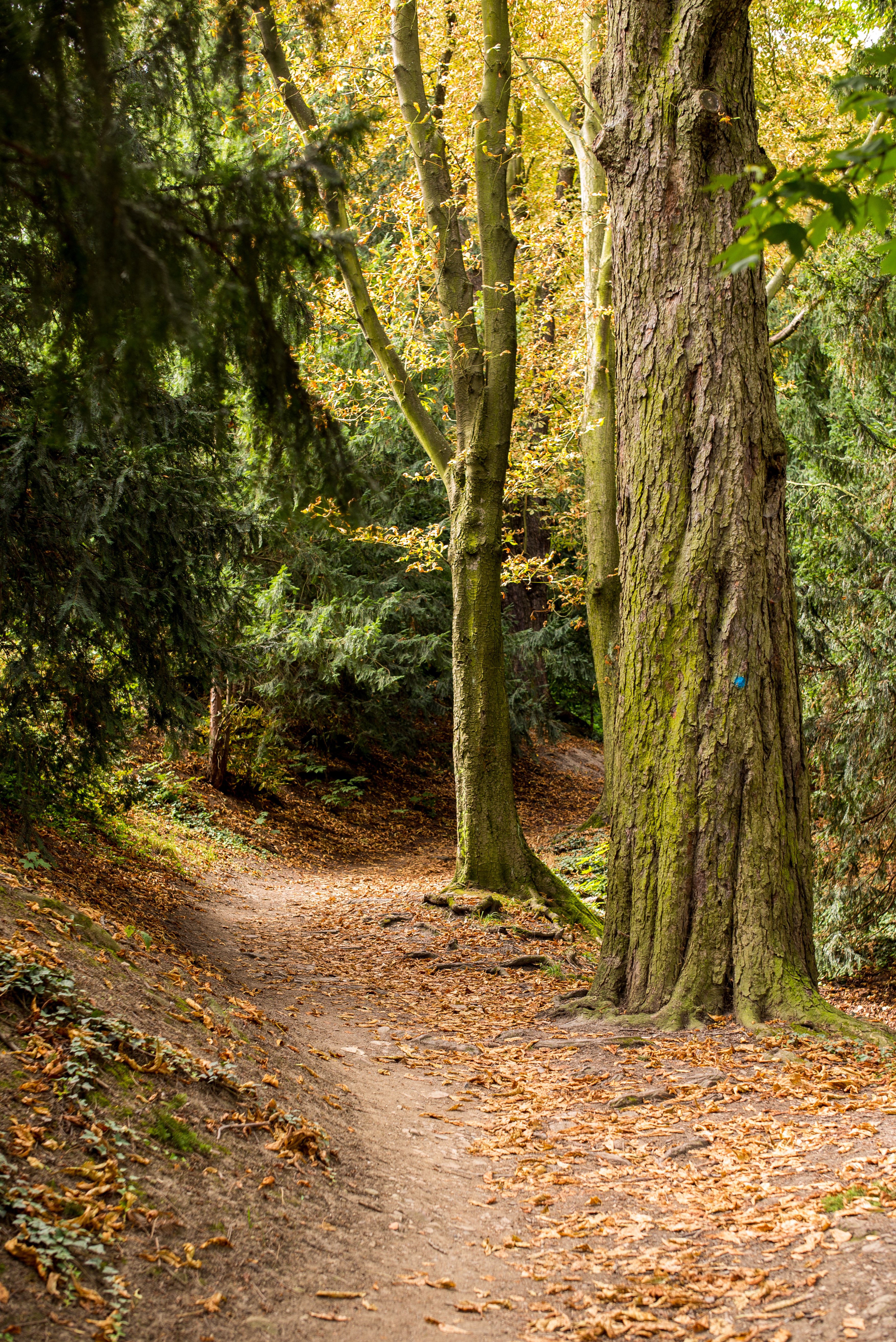
Cesta ve svahu

V zahradě proběhla kompletní rekonstrukce. První částí byla rekonstrukce západního schodiště, jižní a východní části zdi pocházející z doby výstavby Lobkovického paláce. Druhá fáze rekonstrukce zahrnovala dokončení omítek, montáž kovaného oplocení do koruny ohradní zdi sousedící s pozemkem ambasády USA,rekonstrukci cesty a téměř 80 m dlouhého schodiště, odvodnění podest, vybetonování základové pasy s deskami ramen, finální montáž stupňů a obrubníků vlastního tělesa schodiště. Použitým materiálem jsou kamenné prvky hrubě pemrlované žlutošedé žuly. Dlažba na schodištích a cestách je ze štípaných žulových odseků. Schodiště má tři odpočívadla v mlatovém povrchu, kde jsou pevně osazeny lavičky. Půda dotčená dočasným záborem byla uvedena do původního stavu v souladu s vydaným památkovým záměrem k obnově Lobkovické zahrady. Součástí rekonstrukce byla i údržba jímacích odvodňovacích štol v Lobkovické zahradě a údržba zde se nalézající části Severního systému odvodnění Petřína. (štoly IV., VII. a XXII.).

## Popis
Zahradu lze rozdělit na dvě části: severní zahradu velvyslanectví koncipovanou symetricky v ose zahradní fasády paláce a podstatně větší jihozápadní část tvořenou zalesněným parkem na severním svahu Petřína, která je přístupná veřejnosti. Zhruba ve středu zahrady při hlavní parkové cestě je umístěna socha básníka Jaroslava Vrchlického od sochaře Josefa Wagnera a architekta Jana Sokola.

## Zajímavosti

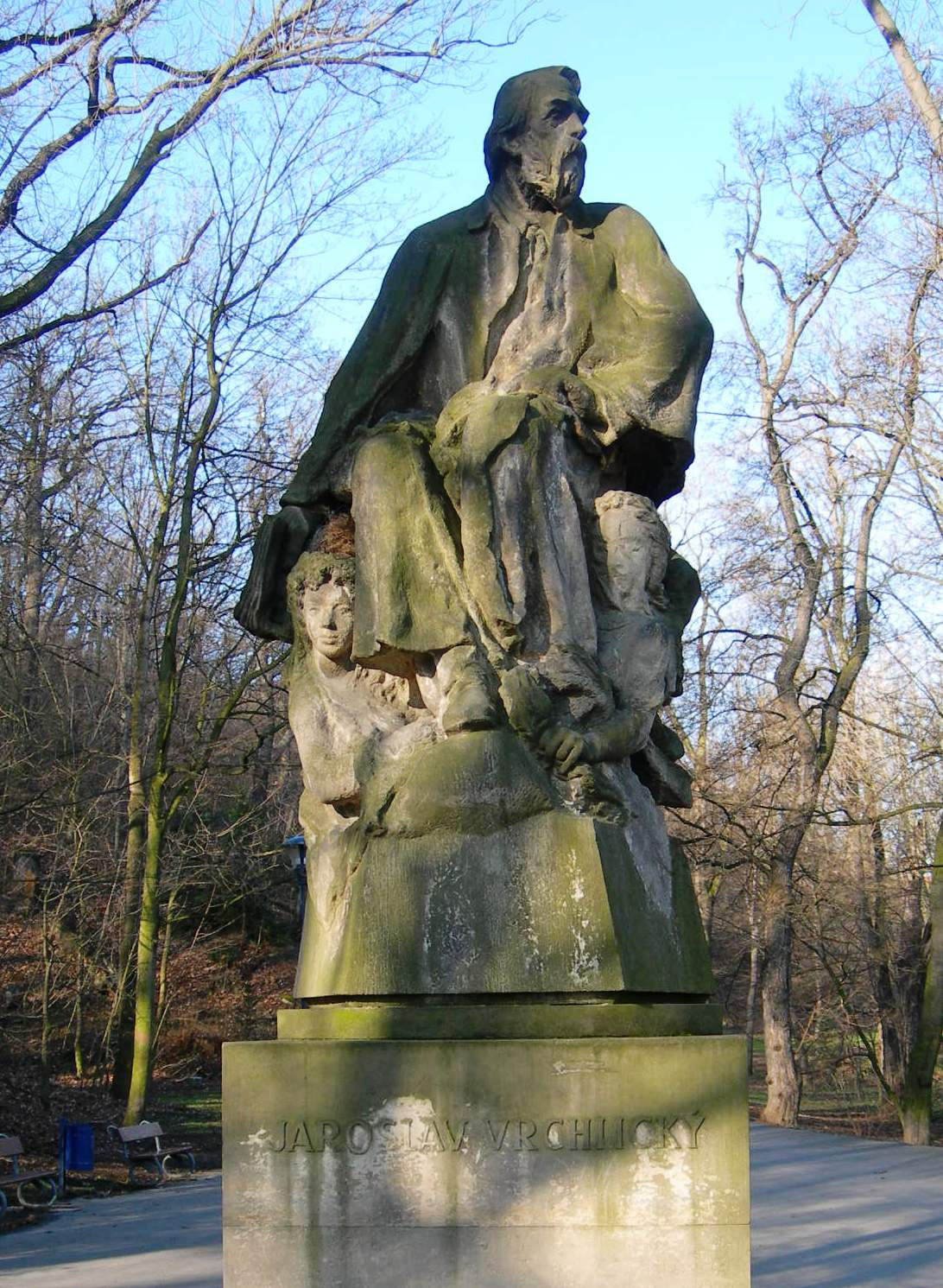
Socha J. Vrchlického od J. Wagnera

Petřín je protkán sítí 18 podzemních štol, které zde vznikaly od středověku. Jedna z nich, štola XXII, nacházející se v Lobkovické zahradě, v sousedství vyhlídkové cesty vedoucí od stanice lanovky Nebozízek k Úvozu, je každý víkend od poloviny dubna otevřená pro veřejnost od 10 do 17 hodin a lze v ní zhlédnout výstavu fotografií z podzemní Prahy.
V části Lobkovické zahrady, která je přístupná veřejnosti a nedaleko pomníku Jaroslava Vrchlického, lze najít starou vodní nádrž. Kruhový bazén vyhloubený v zemi má vnitřní stěny zděné, z části ještě pokryté omítkou, venkovní stěny jsou z lomového kamene. Je hluboký asi 3 metry. Původně se jednalo o parkový vodní romantický prvek (možná ve spojení s užitkovým účelem) 
V zahradě stojí známá socha kráčejícího trabanta od Davida Černého  s názvem „Quo vadis?“, připomínající útěk občanů NDR na Západ v roce 1989, právě přes zdi Lobkovického paláce.
Lobkovická zahrada bylo jedno z oblíbených míst Josefa Sudka. „Krásné stromy ve svahu Petřína, tajemné průhledy na pražské dominanty a povětšinou klid a ticho, to je Lobkovická zahrada.“